# Lobopsammia
Lobopsammia is een uitgestorven geslacht van koralen uit de familie van de Dendrophylliidae.

## Soort
- Lobopsammia cariosum Goldfuss, 1826 †